# Beattie Feathers
William Beattie Feathers, detto Big Chief (Bristol, 20 agosto 1909 – Winston-Salem, 11 marzo 1979), è stato un giocatore di football americano statunitense che hato gioca nel ruolo di running back nella National Football League (NFL). Al college ha giocato a football all'Università del Tennessee.

## Carriera professionistica
Feathers iniziò a giocare nella NFL con i Chicago Bears nel 1934. Nella sua prima stagione da professionista divenne il primo giocatore della storia della lega a superare le mille yard corse in una stagione, correndone 1.004. Nello stesso anno stabilì un record NFL che resiste ancora oggi di 8,44 yard medie guadagnate a corsa. Rimase coi Bears fino al 1937, dopo di che disputò due stagioni coi Brookly Dodgers e chiuse la carriera da giocatore nel 1940 con i Green Bay Packers.

## Palmarès
- Leader della NFL in touchdown su corsa: 1

1934
- Formazione ideale della NFL degli anni 1930
- College Football Hall of Fame

## Statistiche
| Partite totali      | 54    |
| Partite da titolare | 39    |
| Yard corse          | 1.980 |
| Touchdown           | 16    |